# Владов Дмитро Михайлович
Дмитро́ Миха́йлович Вла́дов (* 12 березня 1990, Зоря, Саратський район, Одеська область) — український футболіст, півзахисник футбольного клубу «Чорноморець» (Одеса).
Вихованець ДЮФК «Чорноморець». Перший тренер — Антон Миколайович Кучеревський. У «Чорноморці» з липня 2007 року.